# سیارک ۲۰۵۳۴
سیارک ۲۰۵۳۴ (به انگلیسی: 20534 Bozeman، نامگذاری:1999RU74) بیست هزار و پانصد و سی و چهارمین سیارک کشف شده‌است که در ۷ سپتامبر ۱۹۹۹ کشف شد.
قدر مطلق سیارک برابر ۹.۳ است.